# 프린스 앤 프린세스
《프린스 앤 프린세스》(Princes And Princesses, Princes Et Princesses)는 프랑스에서 제작된 미셸 오슬로 감독의 1999년 애니메이션, 코미디, 가족 영화이다. 이베스 바사크 등이 주연으로 출연하였고 디디에 브루너 등이 제작에 참여하였다.
이 영화는 1989년 프랑스 실루엣 애니메이션 텔레비전 시리즈 Ciné si의 6개 에피소드로 구성되어 있다.

## 출연

### 주연
- 이베스 바사크

## 기타
- 미술: 베네딕트 갈룹
- 미술: Richard Mithouard
- 미술: 미셸 오슬로